# Berlepsch' langstaartnimf
Berlepsch' langstaartnimf (Aglaiocercus berlepschi) is een vogel uit de familie Trochilidae (kolibries). Het is een bedreigde, endemische vogelsoort in noordoostelijk Venezuela. De vogel werd in 1896 door Ernst Hartert geldig beschreven en vernoemd naar Hans Graf von Berlepsch.

## Kenmerken
Het mannetje is 22 cm, weegt 4,5 tot 5,5 g en heeft een lange staart van 14 tot 15 cm. Het vrouwtje is 9,5 tot 11 cm lang. De vogel heeft een overwegend groen lijfje en een relatief korte, zwarte snavel. Van boven is de vogel glanzend groen, boven op de kop donkerder groen. De buik en borst zijn bronsgroen met een helderblauw "slabbetje". De lange staartveren zijn violetkleurig, naar buiten toe blauw. De vogel lijkt sterk op de gewone langstaartnimf (A. kingii) en wordt ook wel als ondersoort beschouwd.

## Verspreiding en leefgebied
Deze soort is endemisch in vochtig, montaan tropisch regenbos tussen de 1450 en 1800 m boven zeeniveau in het noordoosten van Venezuela. Over de ecologie van deze soort is weinig bekend.

## Status
Berlepsch' langstaartnimf  heeft een beperkt verspreidingsgebied en daardoor is de kans op uitsterven aanwezig. De grootte van de populatie werd in 2016 door BirdLife International geschat op 1500 tot 7000 volwassen individuen en de populatie-aantallen nemen af. Het leefgebied wordt aangetast door ontbossing waarbij natuurlijk bos wordt omgezet in plantages voor de teelt van koffiebonen, bananen en citrusvruchten of voor beweiding met vee. Om deze redenen staat deze soort als bedreigd op de Rode Lijst van de IUCN.